# Том Йорк
Томас Едуард Йорк (на английски: Thomas Edward Yorke) е английски музикант, най-известен като вокалист и текстописец на алтърнатив рок групата Radiohead. Той свири главно на китара и пиано, а в по редки случаи на барабани и бас китара. През 2006 издава дебютния си самостоятелен албум The Eraser.

## Биография

### Ранни години
Роден с парализирано ляво око, Йорк прекарва първите почти 5 години под множество операции, които са довели до неговото намалено зрение и така нареченият отличителен белег „лениво око“. След като Йорк проследява изпълнението на китариста Брайън Мей по телевизията, се вдъхновява и решава да стане музикант. Той получава първата си китара на 7 години и сформира първата си група на 10, ходейки в частното училище за юноши Ебингдън, където среща своите бъдещи колеги от Radiohead през 1987 (Ед О'Брайън и Колин Грийнуд). Групирането на групата завършва, когато барабанистът Фил Селуей се присъединява. По-късно Йорк учи английски език и изкуство в Ексетърския университет и работи като санитар в болница за душевно болни.
В първите си години в Ексетърския университет се носи с дълго сако и шапка (винаги в крачка с модата на Steptoe & The Bunnymen). Променя прическите си доста често и до неузнаваемост. Пише по-голямата част от песните, чиито аранжименти и промени групата прави много успешно.
Том използва псевдонима Tchock, когато е под влияние на работата си върху даден албум.

### Личен живот
Йорк живее в Оксфорд със своята приятелка Рейчъл Оуен. Те имат две деца – Ноа, роден през 2001 и Агнес, през 2004.

## Музикален стил

### Гласови характеристики
Като певец Йорк е тенор, разпознаваем с честата употреба на фалцет и голям гласов диапазон. Той използва и други стилове на пеене, като например агресивно крещене в песента „Paranoid Android“ и полу-рецитиране в „Myxomatosis“ и „A Wolf at the Door“. През 2005 Йорк е класиран от списание Блендър на 18-о място сред най-добрите певци на всички времена, а през 2008 и от Rolling Stone на 66-о място от общо 100.

### Музикантство
Освен вокалист и текстописец, в Рейдиохед Йорк свири на китара (акустична и електрическа) и пиано. Сравнително по-рядко свири също на барабани и бас китара. Като музикално влияние той цитира електронните изпълнители Aphex Twin и Autechre, заедно с групите Talking Heads, Queen, Joy Division, Siouxsie and the Banshees, Magazine, The Smiths и Sonic Youth. По време на концерт Йорк казва на публиката – „Когато бях в колежа Pixies и R.E.M. промениха живота ми.“